# Parafia Podwyższenia Krzyża Świętego w Żeszczynce
Parafia Podwyższenia Krzyża Świętego w Żeszczynce – parafia rzymskokatolicka w Żeszczynce.

## Historia
Kościół parafialny, drewniany, powstał w 1 poł. XVIII w. jako świątynia unicka. W 1875 zamieniony został na cerkiew prawosławną. Rekoncyliowany jako rzymskokatolicki w 1919 r. i w tym samym roku  biskup Henryk Przeździecki wznowił parafię. Wystrój wnętrza barokowy. 
Parafia ma księgi metrykalne od 1922 i kronikę parafialną od 1968.
Terytorium parafii obejmuje: Kalichowszczyznę, Lipinki, Przechód, Sapiehów oraz Żeszczynkę.
W 2004 roku parafia otrzymała Laur Konserwatorski 2004 za remont i konserwację kościoła. 

## Kościoły i kaplice
W parafii znajdują się:
- Kościół parafialny pw. Podwyższenia Krzyża Świętego w Żeszczynce
- Kaplica pw. Miłosierdzia Bożego w Lipinkach (pw. Jezu Ufam Tobie, pw. Jezusa Miłosiernego)